# MTV Europe Music Awards 2008

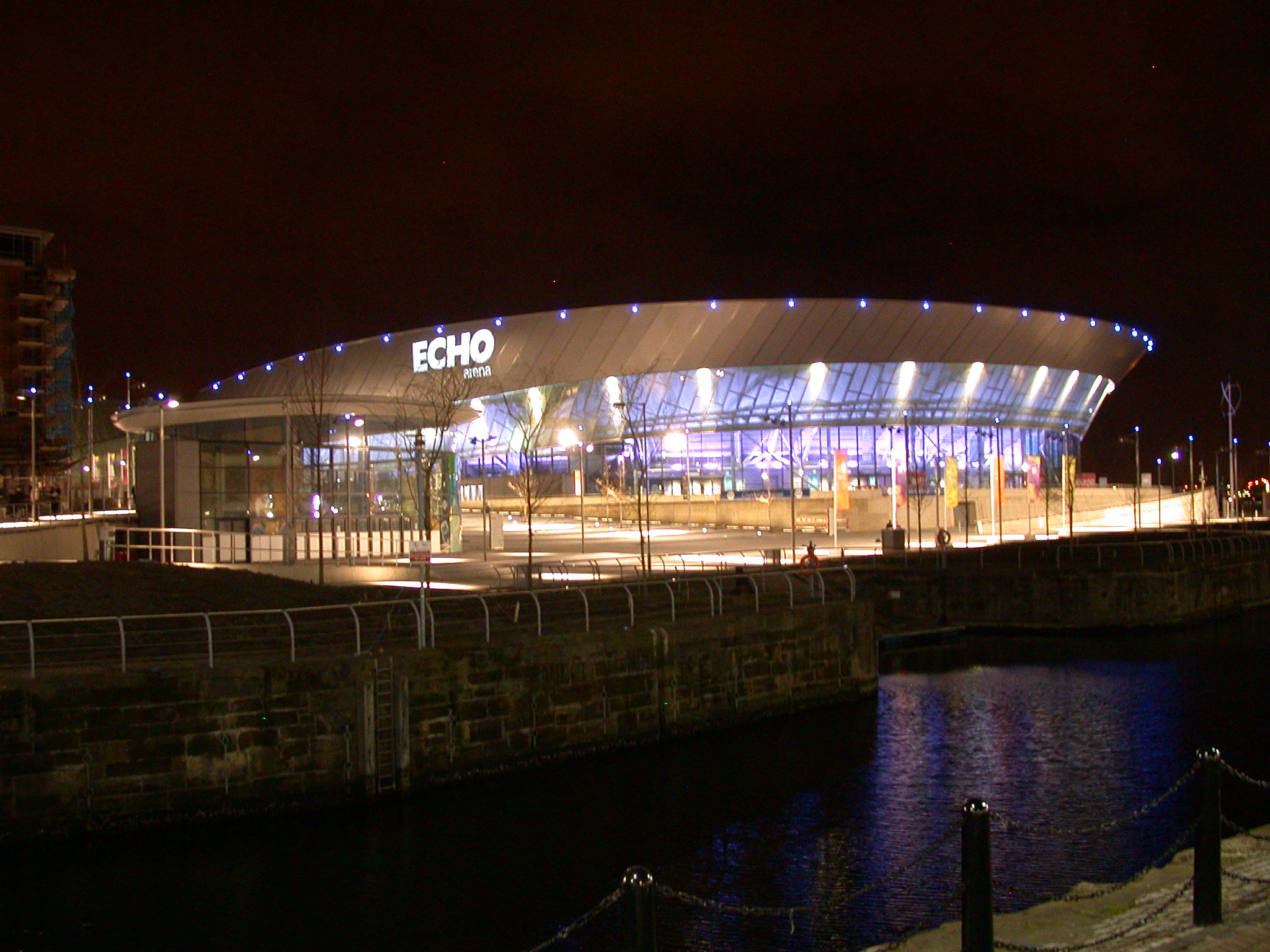
La Echo Arena di Liverpool, dove si sono svolte le premiazioni.

Gli MTV Europe Music Awards 2008 si sono tenuti il 6 novembre 2008 all'Echo Arena di Liverpool. La manifestazione è stata condotta da Katy Perry con la collaborazione dei Thirty Seconds to Mars, che hanno condotto il Vip Bar, e Perez Hilton  che ha presentato il backstage. Le candidature riguardanti i premi sono state annunciate il 29 settembre 2008.
Gli artisti europei che hanno vinto dei premi sono i tedeschi Tokio Hotel, il turco Emre Aydın e i britannici Rick Astley e Paul McCartney. Molte le pop star che si sono esibite dal vivo tra cui la stessa Katy Perry, Beyoncé, Kanye West, Pink (cantante), Take That. Tra gli ospiti della serata c'era anche l'italiano Tiziano Ferro che ha consegnato il premio "Europe's Favorite" (il preferito d'Europa).
Per la prima volta, oltre all'annuncio dei vincitori, per le varie categorie sono state rese note anche la seconda e terza posizione.
Lo spettacolo musicale, curato artisticamente dal coreografo e regista italiano Luca Tommassini e costato quasi 10 milioni di dollari, in diretta in 19 paesi, è stato seguita da 80 milioni telespettatori.

## Premi
I vincitori sono indicati in grassetto.

### Miglior artista Rock
- Thirty Seconds to Mars
- Linkin Park
- Metallica - 2º posto
- Paramore - 3º posto
- Slipknot

### Miglior artista Urban
- Alicia Keys
- Beyoncé - 3º posto
- Chris Brown - 2º posto
- Kanye West
- Lil Wayne

### Miglior artista europeo
- Dima Bilan - Russia
- Finley - Italia - 2º posto
- Shiri Maimon - Israele - 3º posto
- Emre Aydın - Turchia
- Leona Lewis - Regno Unito

### Miglior canzone
Most Addictive Track
- Coldplay - Viva la vida
- Duffy - Mercy
- Katy Perry - I Kissed a Girl - 2º posto
- Kid Rock - All Summer Long - 3º posto
- Pink - So What

### Miglior concerto
- Foo Fighters
- Linkin Park - 2º posto
- Metallica - 3º posto
- The Cure
- Tokio Hotel

### Miglior album
- Alicia Keys - As I Am
- Britney Spears - Blackout
- Coldplay - Viva la vida or Death and All His Friends - 3º posto
- Duffy - Rockferry
- Leona Lewis - Spirit - 2º posto

### Miglior video
- Thirty Seconds to Mars - A Beautiful Lie
- Madonna feat. Justin Timberlake and Timbaland - 4 Minutes
- Santogold - L.E.S. Artistes - 2º posto
- Snoop Dogg - Sensual Seduction
- Weezer - Pork and Beans - 3º posto

### Miglior Artista dell'anno 2008
- Amy Winehouse
- Britney Spears
- Coldplay
- Leona Lewis - 2º posto
- Rihanna - 3º posto

### Miglior artista emergente
- Duffy
- Jonas Brothers - 2º posto
- Katy Perry
- Miley Cyrus - 3º posto
- OneRepublic

### Miglior artista di sempre
- Britney Spears
- Christina Aguilera
- Green Day
- Rick Astley
- Tokio Hotel
- U2

### Artists' Choice
- Lil Wayne

### Premio speciale alla carriera
Ultimate Legend Award
- Paul McCartney

## Premi regionali

### Miglior artista arabo
- Abri
- Carole Samaha
- Fayez
- Karl Wolf
- Mohammed Hamaki

### Miglior artista balcanico (MTV Adria)
- Jinx
- Elvir Laković Laka
- Leeloojamais
- Marčelo
- T.B.F.

### Miglior artista baltico
- Detlef Zoo
- Happyendless
- Jurga Šeduikytė
- Kerli
- Gobernantes de la Deep

### Miglior artista danese
- Alphabeat
- Infernal
- L.O.C.
- Suspekt
- Volbeat

### Miglior artista olandese/belga
- Alain Clark
- De Jeugd van Tegenwoordig
- Kraak & Smaak
- Pete Philly & Perquisite
- Sala Once

### Miglior artista russo
- Timati
- Band'Eros
- Dima Bilan
- Nastja Zadorožnaja
- Sergej Lazarev

### Miglior artista finlandese
- Anna Abreu
- Children of Bodom
- Disco Ensemble
- Él
- Nightwish

### Miglior artista francese
- BB Brunes
- David Guetta
- Feist
- Sefyu
- Zaho

### Miglior artista greco
- Cyanna
- Matisse
- Μ ichalis Hatzigiannis
- Stavento
- Stereo Mike

### Miglior artista tedesco
- Die Ärzte
- Fettes Brot
- MIA.
- Sido
- Söhne Mannheims

### Miglior artista ungherese
- Beat Dis
- Gonzo
- Irie Maffia
- La inflexible árboles
- Zagar

### Miglior artista israeliano
- Asaf Avidan
- Cohen @ Mushon
- Izabo
- Kutiman
- Shiri Maimon

### Miglior artista italiano
- Baustelle
- Fabri Fibra
- Finley
- Marracash
- Sonohra

### Miglior artista norvegese
- Erik & Kriss
- Ida Maria
- Kakkmaddafakka
- Karpe Diem
- Madcon

### Miglior artista polacco
- Afromental
- Ania Dabrowska
- Feel
- Hola
- Kasia Cerekwicka

### Miglior artista portoghese
- Buraka Som Sistema
- Rita Redshoes
- Sam El Kid
- Slimmy
- Los Cinco vicioso

### Miglior artista rumeno/moldavo
- Andra
- Tom Boxer
- Crazy Loop
- Morandi
- Smiley

### Miglior artista spagnolo
- Amaral
- Pignoise
- Pereza
- La Casa Azul
- Pereza

### Miglior artista svedese
- Adam Tensta
- Kleerup
- Lazee
- Neverstore
- Veronica Maggio

### Miglior artista turco
- Hande Yener
- Sagopa Kajmer
- Emre Aydın
- Hadise
- Hayko Cepkin

### Miglior artista britannico/irlandese
- Adele
- Duffy
- Leona Lewis
- The Wombats
- The Ting Tings

### Miglior artista ucraino
- Boombox
- Druha Rika
- Educación Estética
- Quest Pistols
- S.K.A.I

## Esibizioni dal vivo
- Katy Perry - I Kissed a Girl
- Beyoncé - If I Were a Boy
- Take That - Greatest Day
- The Killers - Human
- Kanye West - Love Lockdown
- Estelle & Kanye West - American Boy
- The Ting Tings - That's Not My Name
- Kid Rock - So Hott / All Summer Long
- Duffy - Mercy
- Pink - So What
- Katy Perry - Hot N Cold